# Oblast d'Extrême-Orient
15 novembre 1922 – 4 janvier 1926
(3 ans, 1 mois et 20 jours)
Entités précédentes :
- République d'Extrême-Orient

Entités suivantes :
- Kraï d'Extrême-Orient

L'oblast d'Extrême-Orient (en russe : Дальневосто́чная область, Dalnevostochnaïa oblast) est une subdivisions territoriale (oblast) de la  RSFS De Russie en Union soviétique. Il est créé le 15 novembre 1922 à la suite de l'incorporation de la république d'Extrême-Orient au sein de la RSFSR, et il dure jusqu'au 4 janvier 1926, date auquel il est transformé en kraï d'Extrême-Orient. Son centre administratif était la ville de Tchita en Transbaïkalie, et il était gouverné par le Comité révolutionnaire d'Extrême-Orient (« Dalrevkom »).

## Histoire
Le 15 novembre 1922, la république d'Extrême-Orient (FER) auto-dissoute est devenue partie intégrante de la RSFSR sous le nom d'oblast d'Extrême-Orient. En mai 1923, la région autonome bouriate-mongole fut retirée de la région d'Extrême-Orient et en fusionnant avec la région autonome mongole-bouriate, la république socialiste soviétique autonome bouriate-mongole fut formée le 30 mai 1923.
Le 25 juillet 1923, par décret du Comité exécutif central panrusse et du Conseil des commissaires du peuple de la RSFSR, l'oblast d'Extrême-Orient comprenait des gouvernements, rebaptisés à partir des gouvernements correspondants de la république d'Extrême-Orient : gouvernement de Transbaïkalie, oblast du Baïkal, gouvernement de l'Amour, oblast du Priamour (avec la partie nord de l'île de Sakhaline), gouvernement du Primorié et gouvernement du Kamtchatka.
Le 1er octobre 1923, par une résolution du Comité exécutif central panrusse de la RSFSR, l'oblast du Baïkal fut divisée entre le gouvernement de Transbaïkalie (plus petite partie) et la République socialiste soviétique autonome bouriate-mongole (plus grande partie), l'Amour et le gouvernement du Primorié sont devenus le gouvernement du Primorié avec le centre dans la ville de Vladivostok. Le 4 janvier 1926, l'oblast d'Extrême-Orient forma le kraï d'Extrême-Orient.
La création de l'oblast d'Extrême-Orient était essentiellement une étape préparatoire à la mise en œuvre d'un nouveau zonage.

## Divisions administratives
| Gouvernement                  | Centre administratif | Ouïezds                                                                                     | Raïons                 | volosts |
| ----------------------------- | -------------------- | ------------------------------------------------------------------------------------------- | ---------------------- | ------- |
| Gouvernement du Primorié      | Vladivostok          | Oudsko-Kerbinsk, Khabarovsk, Iman, Spass, Nikolsk-Oussourisk.                               | Olga, Soutchan Possiet | 72      |
| Gouvernement de l'Amour       | Blagovechtchensk     | Blagovechtchensk, Svobodny, Zavitinsk, Zeïa.                                                | -                      | 59      |
| Gouvernement de Transbaïkalie | Tchita               | Petrovsk-Zavodsk, Tchita, Akshinsky, Nertchinsk, Sretensk, Nerchinsk-Zavodsk, Alexandrovsk. | -                      | 112     |
| Gouvernement du Kamtchatka    | Petropavlovsk        | Petropavlovsk, Alexandrovsk, Tchoukotka, Gijuiga, Okhotsk, îles du Commandeur.              | -                      | -       |

Afin de réduire les coûts d'entretien des appareils gouvernementaux locaux de faible puissance et d'améliorer qualitativement le personnel, le Comité révolutionnaire d'Extrême-Orient procéda en février 1924 : à la démarcation entre les gouvernements, au changement de nom, à la consolidation des unités administratives de la région d'Extrême-Orient (ouïezds) avec l'abolition de certains volosts. 
| Gouvernement                  | Centre administratif | Ouïezds                                          | Volosts | Volosts |
| ----------------------------- | -------------------- | ------------------------------------------------ | ------- | ------- |
| Gouvernement du Primorié      | Vladivostok          | Vladivostok                                      | 8       | 31      |
| Gouvernement du Primorié      | Vladivostok          | Nikolsk-Oussourisk                               | 7       | 31      |
| Gouvernement du Primorié      | Vladivostok          | Spassk                                           | 7       | 31      |
| Gouvernement du Primorié      | Vladivostok          | Khabarovsk                                       | 5       | 31      |
| Gouvernement du Primorié      | Vladivostok          | Nikolaïevsk                                      | 4       | 31      |
| Gouvernement de l'Amour       | Blagovechtchensk     | Blagovechtchensk                                 | 9       | 22      |
| Gouvernement de l'Amour       | Blagovechtchensk     | Zavitinsk                                        | 6       | 22      |
| Gouvernement de l'Amour       | Blagovechtchensk     | Svobodny                                         | 7       | 22      |
| Gouvernement de Transbaïkalie | Tchita               | Tchita                                           | 11      | 44      |
| Gouvernement de Transbaïkalie | Tchita               | Sretensk                                         | 10      | 44      |
| Gouvernement de Transbaïkalie | Tchita               | Borzia                                           | 6       | 44      |
| Gouvernement de Transbaïkalie | Tchita               | Nertchinsk                                       | 9       | 44      |
| Gouvernement de Transbaïkalie | Tchita               | Petrovsk                                         | 8       | 44      |
| Gouvernement du Kamtchatka    | Petropavlovsk        | Petropavlovsk (y compris les îles du Commandeur) | 8       | 15      |
| Gouvernement du Kamtchatka    | Petropavlovsk        | Anadyrsk                                         | 3       | 15      |
| Gouvernement du Kamtchatka    | Petropavlovsk        | Tchoukotka                                       | -       | 15      |
| Gouvernement du Kamtchatka    | Petropavlovsk        | Gijinga                                          | -       | 15      |
| Gouvernement du Kamtchatka    | Petropavlovsk        | Okhotsk                                          | 4       | 15      |

| Province                      | Centre administratif | Ouïezds | volosts | Selsovets | Séléni | Population rurale | Population urbaine | Population totale |
| ----------------------------- | -------------------- | ------- | ------- | --------- | ------ | ----------------- | ------------------ | ----------------- |
| Gouvernement du Primorié      | Blagovechtchensk     | 3       | 22      | 430       | 731    | 293 492           | 98 742             | 392 234           |
| Gouvernement de l'Amour       | Tchita               | 5       | 41      | 614       | 750    | 419 456           | 115 789            | 535 245           |
| Gouvernement de Transbaïkalie | Vladivostok          | 5       | 31      | 584       | 884    | 427 043           | 207 298            | 634 341           |
| Gouvernement du Kamtchatka    | Petropavlovsk        | 5       | 11      | 91        | 103    | 29 761            | 2 377              | 32 138            |
| Oblast d'Extrême-Orient       | Tchita               | 18      | 105     | 1 719     | 2 468  | 1 169 752         | 424 206            | 1 593 958         |

Par décision du Présidium du Comité exécutif central panrusse de l'URSS du 4 janvier 1926, l'oblast d'Extrême-Orient fut transformée en kraï d'Extrême-Orient avec 9 okrougs, divisés en 75 raïons (au lieu de 4 gouvernements avec 18 ouïezds et 113 volosts) avec le centre comme Khabarovsk. Ainsi, au lieu des gouvernements, des ouïezds et des volosts, une transition a été effectuée vers les divisions régionales, d'okrougs et de raïons, et ainsi la base d'un nouveau système de structure administrative-territoriale a été créée sur les principes de prise en compte historique et économique. conditions, la taille et la composition de la population. 